# Västra Qinggravarna
Västra Qinggravarna (清西陵, Qīngxīlíng) är ett kejserligt gravfält från den kinesiska Qingdynastin (1644–1911). Gravfältet ligger ungefär 110 km sydväst om Peking i Kina. Västra Qinggravarna består av 14 mausoleer där minst 76 kejserliga personer är begravda varav fem har varit kejsare över Qingdynastin.
Sedan år 2000 är Ming- och Qingdynastiernas kejserliga gravar där Västra Qinggravarna ingår listade som världsarv av Unesco.

## Historia
Qingdynastin grundades 1616, och dynastins två första kejsare begravdes utanför Shenyang, drygt 600 km nordost om Peking. Från det att Qingdynastin år 1644 erövrat den kinesiska Mingdynastin och tagit makten över Kina begravdes de nästkommande två kejsarna i Östra Qinggravarna öster om Peking. Kejsare Yongzheng var den första att bryta denna tradition och grundade Västra Qinggravarna för sitt mausoleum. Historiker ger olika förklaringar till varför Yongzheng inte begravdes tillsammans med sin far, kejsare Kangxi, i Östra Qinggravarna, vilket hade varit enligt traditionen. En anledning kan vara att Yongzheng förfalskade Kangxis testamente för att vinna kejsartronen och kunde därför på grund av skrock och dåligt samvete inte begravas med sin far. Yongzheng hade tidigare valt ut en begravningsplats i Östra Qinggravarna men platsen visade sig ha för dålig geologisk grund. Detta tros också kunna var skälet till att Yongzhang valde en helt ny begravningsplats. Yongzhengs efterträdare kejsare Qianlong ändrade på traditionerna och beslutade att efterkommande kejsare skulle begravas växelvis i Östra och Västra Qinggravarna.
Västra Qinggravarna uppfördes från år 1730 till 1915. Västra Qinggravarna listas sedan år 2000 tillsammans med de övriga Ming- och Qingdynastiernas kejserliga gravar som världsarv.

## Utförande

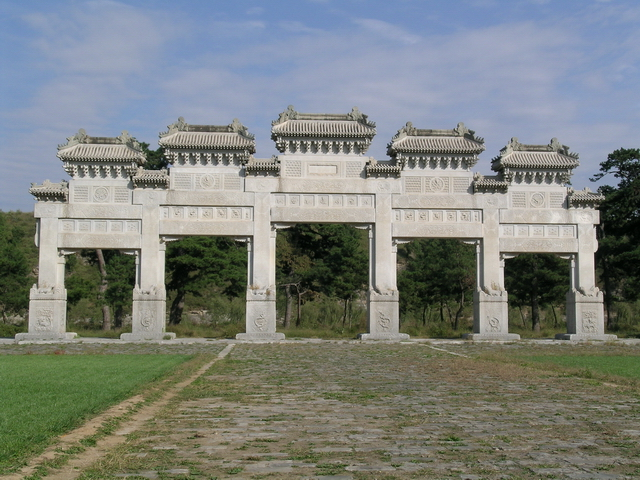
Stenvalvsport längs processionsväg mot Tailing.

Gravfältet ligger sydost om berget Yongning ungefär 110 km synväst om Peking och en dryg mil väster om Yi härad utanför Baoding i Hebeiprovinsen i Kina. Gravarna ligger i en linje från sydväst mot nordost utspridda över en dryg mil längs bergsfoten.
Gravfältet upptar en total area av över 800 kvadratkilometer. Totalt är 76 kejserliga personer begravda i Västra Qinggravarna fördelade på 14 mausoleum. Fyra mausoleum för kejsare, tre för kejsarinnor, tre för konkubiner, två för prinsar, en prinsessgrav och en grav för en kejserlig son.
Liksom Östra Qinggravarna är även Västra Qinggravarna byggda till stor del enligt arkitekturen från den tidigare Mingdynastin. Kejsargravarna är alla uppbyggda, från söder mot norr, med en processionsväg kantad av statyer. Därefter följer en valvport och stenbroar som leder fram till ett torg med en paviljong innehållande en stele. Öster om torget finns en gård med ett heligt kök och ett förråd. Torget har även en östra och västra lounge och i dess norra del finns Long'enporten som leder till Long'enpalatset. Long'enpalat kantas på östra och västra sidan av två sidosalar. Norr om Long'enpalat följer ett altare framför Andetornet. Bakom Andetornet följer Runda borgen som omsluter det underjordiska palatset som slutligen är täckt av en kulle av jord.
Gravfältet bestod av över 1 000 byggnader och mer än hundra stenbyggnader är idag intakta. Inom området finns även det tibetanska buddhistiska templet Yongfu och ett temporärt palats där kejsarna och dess familjer bodde när de besökte gravfältet för att hedra sina förfäder.

## Kejsargravarna

### Tailing

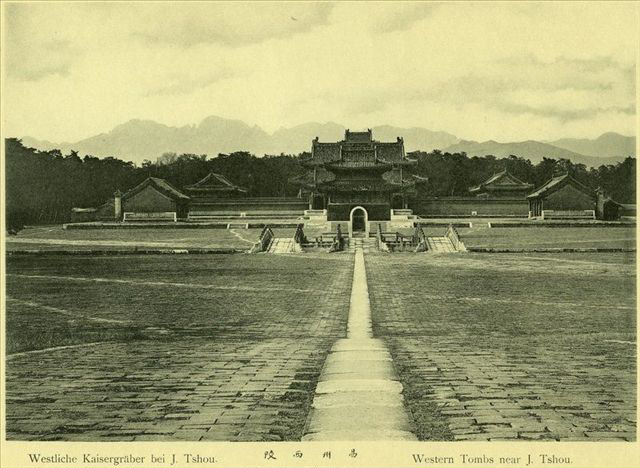
Tailing fotograferad år 1900.

Tailling är den äldsta av Västra Qinggravarnas mausoleum. Här vilar kejsare Yongzheng (död 1735) tillsammans men sin kejsarinna Jing Xian och en konkubinen Dunsu. Graven började byggas 1730 och kejsaren begravdes 1737. Tailing är Västra Qinggravarnas arkitektoniska centrum och den största av dess gravar och upptar mer än 80 000 kvadratmeter. Yongzhnegs efterträdare, kejsare Qianlong, utökade senare graven med an 2,5 km processionsväg med statyer och en valvport av sten. En kilometer norr om Tailing finns mausoleet Taidongling, vilket är gravplatsen för Yongzhengs andra kejsarinna Xiaoshengxian. Kejsarens övriga 21 konkubiner är begravda i Tailings konkubingrav en knapp kilometer nordost om Tailing.

### Changling
Sydväst om Tailing ligger Changling som är mausoleum för kejsare Jiaqing (död 1820) och hans kejsarinna Shu Rui. Graven uppfördes mellan 1796 och 1803. Changling utmärkte sig mot de andra kejsargravarna genom att ha det största underjordiska palatset, och att ha kvadratiska polerade granitplattor med lila mönster som golv i Long'enpalatset. Väster om Chansning finns Xiling och Changfeiling där kejsarens konkubiner är begravda.

### Muling

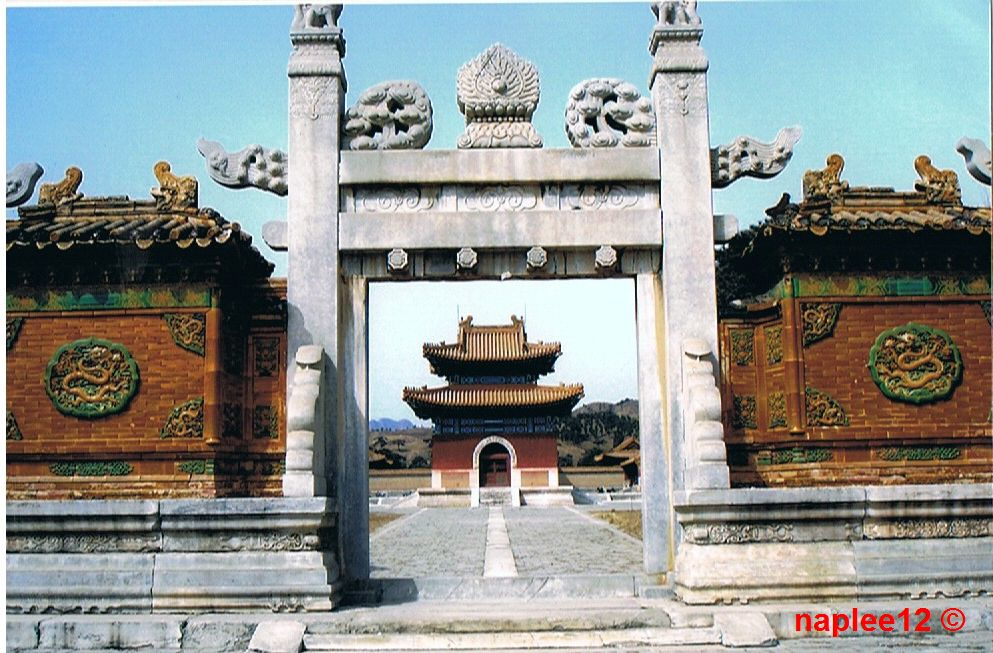
Mulins paviljong sedd genom valvporten.

Kejsare Daoguang (död 1850) och hans tre kejsarinnor Xiao Mu Cheng, Shen Cheng och Xiao Quan Cheng är begravda i Muling. Muling uppfördes 1831 till 1836 drygt fyra kilometer väster om Changling. Kejsare Daoguang påbörjade direkt efter att han tillträtt tronen 1820 bygget av sitt mausoleum i Östra Qinggravarna vilket pågick i sju år. Dock rann det in vatten i gravkammaren vilket fick Daoguang att riva graven och bygga en ny, Muling, i Västra Qinggravarna. Av rädsla för problem med vatten byggdes Muling på högre mark än de övriga gravarna. Muling har en unik arkitektur och saknar andetorn. Norr om Muling finns Mudongling där kejsarinnan Xiaojingcheng vilar.

### Chongling
Fyra kilometer nordost om Tailing ligger Chongling som är mausoleum för kejsare Guangxu (död 1908) och hans kejsarinna Xiao Ding Jing. Graven uppfördes från 1909 men avbröts när Qingdynastin föll 1911. Graven färdigställdes senare 1915 av tidigare ministrar från Qingstyret och är den minsta av Västra Qingdynastins kejsargravar. Något som utmärkte Chongling är dess avancerade dränagesystem av det underjordiska palatset som fortfarande fungerar. 12 dränagekanaler leder från det underjordiska palatset till ett grävt vattendrag. Chonglings underjordiska palats är den enda i Västra Qinggravarna som är öppen för turister. Det underjordiska palatset är plundrat på den största delen av dess värdesaker. Precis öster om Chongling finns Chonglings konkubingrav där två konkubiner är begravda.

### Pu Yi's grav
Den sista kejsaren Pu Yi (död 1967) begravdes först i berget Babao nordväst om Peking. 1995 flyttades Pu Yis aska till Västra Qinggravarna precis norr om Chongling.